# I Can't Believe That You're in Love with Me
Clip vidéo
[vidéo] « Artie Shaw - I can't believe that you're in love with me », sur YouTube
[vidéo] « Ella Fitzgerald - I can't believe that you're in love with me », sur YouTube
[vidéo] « Louis Armstrong - I can't believe that you're in love with me », sur YouTube
[vidéo] « Billie Holiday - I can't believe that you're in love with me », sur YouTube
[vidéo] « Boilermaker Jazz Band - I can't believe that you're in love with me », sur YouTube
[vidéo] « Woody Allen - I Can't Believe That You're In Love With Me », sur YouTube
I Can't Believe That You're in Love with Me (Je ne peux pas croire que tu m'aimes, en anglais) est une chanson d'amour standard de jazz américain, composée par Jimmy McHugh avec des paroles de Clarence Gaskill (en),, enregistrée en 1927 par Dolores Valesco, et reprise avec succès par de nombreuses stars américaines du jazz.

## Histoire
Jimmy McHugh et Clarence Gaskill (en) composent et écrivent cette chanson d'amour de l'ère du jazz américain des années 1920, durant leur période Cotton Club de Harlem à New York, un de leurs premiers grands succès « Je ne peux pas croire que tu m'aimes, je t’ai toujours placé bien au-dessus de moi, je ne peux juste pas imaginer que tu m’aimes, et après tout s'est dit et fait, pour penser que je suis l’heureux élu, je n’arrive pas à croire que tu sois amoureux de moi... ».

## Reprises et adaptations
Ce standard de jazz est repris par de nombreuses stars américaines de jazz, dont Louis Armstrong (1930), Duke Ellington (1937), Django Reinhardt (1937), Artie Shaw (1938), Billie Holiday (1938), Ella Fitzgerald (1942), Bing Crosby (1945), Anita O'Day (1945), Nat King Cole (1946), Peggy Lee (1946), Sidney Bechet (1950), Lionel Hampton (1951), Chet Baker (1953), Tony Bennett (1955), Stan Getz (1955), Count Basie (1956), Art Pepper (1957), Dean Martin (1960), Frank Sinatra (1961), Marvin Gaye (1969), Woody Allen (2010)...

## Au cinéma
- 1945 : Détour, d'Edgar George Ulmer[5].
- 1967 : Millie, de George Roy Hill, avec Julie Andrews[6].
- 1988 : Bird, de Clint Eastwood, film biographique inspiré de la vie de Charlie Parker[7].
- 2003 : Anything Else, de et avec Woody Allen, version de Billie Holiday, à Central Park de New York au début du film[8].